# Doina (nome)
Doina  è un nome proprio di persona romeno femminile.

## Origine e diffusione
Deriva dal vocabolo rumeno doină, che vuol dire "canto tradizionale" (la doina è un genere di musica folk tipico della Romania); il significato è quindi simile a quello dei nomi Daina, Mahala e Melody.

## Onomastico
Il nome è adespota, cioè non è portato da alcuna santa. L'onomastico si può festeggiare il 1º novembre, in occasione di Ognissanti.

## Persone
- Doina Badea, cantante rumena
- Doina Ignat, canottiera rumena

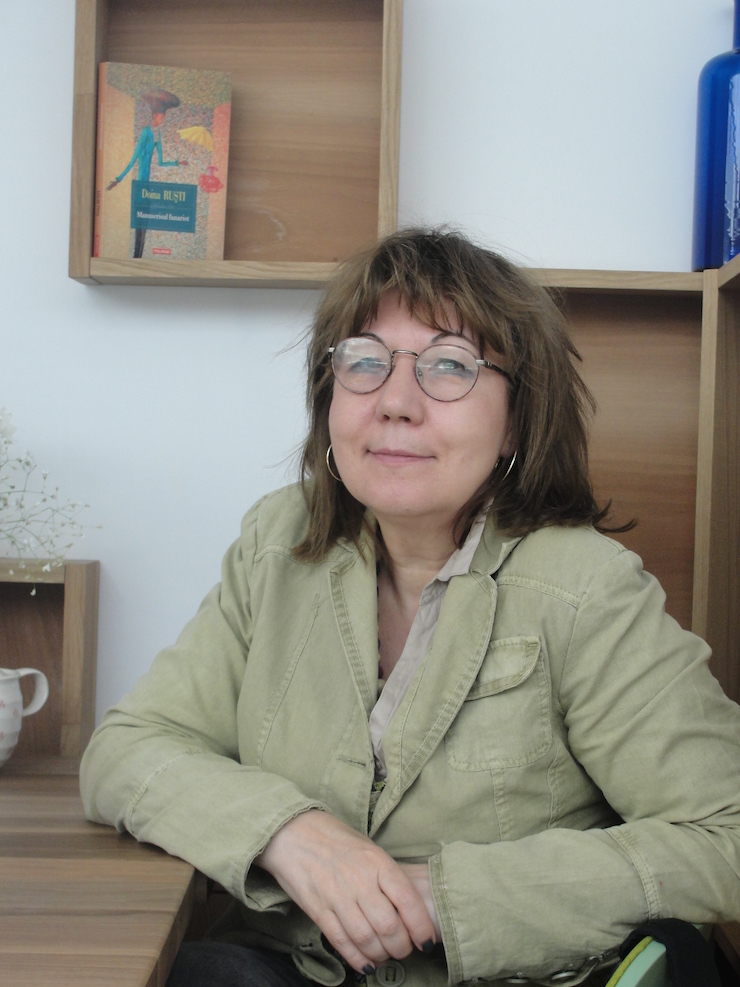
Doina Ruști

- Doina Melinte, mezzofondista rumena
- Doina Ruști, scrittrice rumena
- Doina Spîrcu, canottiera rumena
- Doina Stăiculescu, ginnasta rumena
- Doina Tocală, cestista rumena